# Amicroterys asiaticus
Amicroterys asiaticus är en stekelart som beskrevs av Svetlana N. Myartseva 1983. Amicroterys asiaticus ingår i släktet Amicroterys och familjen sköldlussteklar.
Artens utbredningsområde är Turkmenistan. Inga underarter finns listade i Catalogue of Life.